# داخل قاعة مظلمة
داخل قاعة مظلمة هي رواية للبالغين تحتوي على طابع رعب قوطي. من تأليف لويس دنكان، كُتبت عام 1974. يتبع الكتاب كيت كوردي، التي أُرسِلَت إلى مَدرسة داخلية حيث تم قبول أربعة طلاب فقط وهي من ضمنهم حيث يطور الطلاب فجأة في هذه المدرسة الداخلية مواهب جديدة. استيقظت كيت ذات ليلة وهي تعزف مقطوعة موسيقية لم تسمعها سابقاً 
حيث تم إخبارهم لاحقاً بأنهم كانوا يوجهون خلالهم أرواح الشخصيات التاريخية الموهوبة عندها تحاول كيت الهروب من المدرسة قبل أن يصبح الرابط بين الأرواح والطلاب دائم.
بدأت لويس دنكان العمل على روايتها بناءً على اقتراح مُحرر لم يسبق لهُ أن رأى رواية رعب مكتوبة للشباب. أُعيدت إليها نسخة واحدة من الرواية التي قدمتها للناشر للمراجعة، لأن جميع الضحايا في قصتها كانوا إناث في حين أن جميع الأرواح التي كانوا يوجهونها كانت من الذكور.  حيث كان الناشر قلقًا من أن الافراد ذو الطابع النسائي لن تعجبهم هذه الفكرة، لذلك بعد أن جعلت لويس دنكان إحدى الأرواح امرأة، تم قبول الكتاب للنشر.
صدرت نسخة منقحة من الرواية في عام 2011 مع بعض التعديلات لجعل الرواية حديثة. كان الاستقبال النقدي للكتاب إيجابيًا في الغالب، حيث أضاف الموظفون في جامعة أيوا الرواية إلى قائمة كتبهم لفئة الشباب. أُصدر فيلم مقتبس من الكتاب في عام 2018، بطولة كل من آناصوفيا روب وأوما ثورمان.

## حبكة الرواية
أُجبرت كيت غوردي على الذهاب إلى مدرسة داخلية في شمال ولاية نيويورك تُدعى مدرسة بلاكوود للبنات. تصل عندها إلى منزلها للعام الدراسي مع زوج والدتها الجديد ووالدتها، المستعدين للذهاب لقضاء شهر العسل. تلتقي هناك بمدام ديوريت والتي هي المسؤولة عن المدرسة الي ترتادها كيت، حيث كانت مدام ديوريت تدير سابقًا مدارس في فرنسا وإنجلترا قبل الانتقال إلى الولايات المتحدة لفتح بلاكوود.
تبدأ الفتيات في المدرسة في اكتشاف مواهب جديدة، والتي تظهر بشكل بارز أثناء نومهن. حيث بدأت ليندا والتي لم تظهر أي قدرة فنية قبل التحاقها بالمدرسة في رسم المناظر الطبيعية على مستوى احترافي وفي النهاية توقع عليها "T.C." وايضاً تجد روث والتي هي طالبة مع كيت في مدرسة بلاكوود نفسها قادرة على ممارسة وأداء وحل الرياضيات والعلوم العالية المستوى. تقوم ساندي والتي هي أقرب أصدقاء كيت في مدرسة بلاكوود بكتابة الشعر وبالأخص السونيتة حيث ان ساندي تقول إن هناك امرأة تُدعى إليس قد علمتها وأملَتها كيفية كتابتها. في ليلة من الليالي، استيقظت كيت على البيانو بالمدرسة وهي تعزف مقطوعة لم تسمعها من قبل حيث قام جولز وابن مدام ديوريت ومعلم الموسيقى في بلاكوود بتسجيل المقطوعة الموسيقية التي عزفتها كيت. لاحقاً تبدأ كيت بالتقصي لمعرفة ما يحدث في المدرسة ولماذا يمتلك الطلاب فجأة هذه المهارات الجديدة. لإجابة بعض أسئلة الطلبة، تم ترتيب مؤتمر مع جميع الطلاب والمعلمين بسرعة حتى تتمكن كيت والطلاب الآخرون من سماع الإجابات على هذه الأسئلة.
تبدأ مدام ديوريت بالتوضيح وتقول بأنها تستخدم الفتيات لتوجيه معنويات وطاقات الاشخاص الموهوبين من الماضي حتى يتمكنوا من القيام بالعمل الذي لم يتمكنوا من إنهاءه قبل وفاتهم. وتقوم بتأكيد شكوك روث في أن إميلي برونتي تحت اسمها المستعار إليس بيل كانت على صلة بساندي. تدرك كيت أيضًا أن ليندا على صلة بتوماس كول، الذي شاهدت رسوماته في مكتب مدام ديوريت. بعد مرور عدة أيام، تكتشف الفتيات أن العديد من رسائلهن إلى أصدقائهن وعائلاتهن قد حُجبت عنهن. تقوم كيت وساندي بالتوصل إلى أنهما إذا لم يقوما بمغادرة بلاكوود قبل عطلة عيد الميلاد فإن الروابط الروحية ستصبح دائمة ولن تكون أبدًا خالية من مضايقات الموتى. في محاولة للهروب من المدرسة ترسل كيت رسالة إلى طباخ بلاكوود السابق وتطلب منها إيصالها إلى تريسي روزنبلوم والتي هي أفضل صديقة لكيت.
تنطفئ الأنوار ذات ليلة خلال عاصفة رعدية لذلك تقوم كيت بالتسلل إلى مكتب مدام ديوريت لطلب المساعدة. ومع ذلك خط الهاتف السلكي كان مقطوعاً وسرعان ما وجدتها جولز في المكتب بعد أن أرسلته مدام ديوريت للبحث عنها. تقوم كيت بإقناعه للوصول إلى ملفات مدام ديوريت حتى يتمكنوا من رؤية ما حدث لطلابها السابقين. يقوم جولز بالبحث في الملفات ويكتشف أنه من بين كل عشرين فتاة في المدارس السابقة التي شغلتها مدام ديوريت ماتت أربع وأرسل باقي الفتيات إلى مصحات عقلية حيث يقوم جولز بالموافقة اخيراً على مساعدة الفتيات على الهروب. قام كل من جولز وكيت بمواجهة مدام دوريت بالمعلومات التي وجدوها بينما تنظر ساندي وروث. قامت ساندي وروث بإلقاء أعمال الارواح الكاملة في الموقد المشتعل مما أثار غضب الأرواح وتسبب في انتشار النار بسرعة في جميع أنحاء المنزل. وعندما ظنوا انهم خرجوا بأمان أدركت المجموعة أنهم تركوا ليندا في غرفة نومها. تعود كيت لإنقاذها بينما تقوم روث وساندي برمي الحجارة على نافذتها لجذب انتباه ليندا حيث تقنع كيت ليندا بالقفز إلى بر الأمان من خارج بابها المغلق لكنها سرعان ما تدرك أنها عالقة في المنزل المحترق. يظهر هنا والد كيت والذي توفي في حادث سيارة عندما كانت كيت صغيرة ويقوم بإرشادها لطريق الخروج من المنزل حيث كانت تنتظرها عائلة تريسي في الخارج لاصطحابها إلى المنزل بعد أن تلقوا مكالمة هاتفية من الطاهي السابق تفيد بأنها محتجزة ضد إرادتها.